# Musée des Cultures Guyanaises
Le musée des cultures guyanaises, est un musée situé à Cayenne en Guyane.